# 奧斯定·貝亞
奧斯定·貝亞樞機（德語：Augustin Bea, S.J.；1881年5月28日—1968年11月16日）是天主教聖經學者與耶穌會會士。教宗若望二十三世將他擢升為樞機及任命他為宗座基督徒合一促進秘書處主任。他在梵蒂岡第二屆大公會議期間協助起草與大公主義和宗教對談相關文件，尤其是他協助起草的《教會對非基督宗教態度》宣言大幅改善了猶太教與基督信仰的關係。

## 生平

### 早年
他於1881年5月28日在德意志帝國巴登的里德布林根（德語：Riedböhringen）出生，該處為現今巴登-符登堡邦的布姆貝格。他是卡爾·貝亞（Karl Bea）和瑪麗亞·貝亞（Maria Bea）的獨生子，父親為一位木匠。
原先他就想加入耶穌會，但由於當時德意志帝國宰相俾斯麥驅除了耶穌會，由於家中不願意他離國入會，所以一開始他選擇成為教區神父並靠公費在弗萊堡大學就讀。後來他獲得父母的同意後於1902年正式加入耶穌會，並且在為來自德國的望會者而在荷蘭建立的修院居住。他於1912年8月25日晉鐸。
原先他打算在因斯布魯克大學攻讀古典文學；不過由於當時耶穌會的方針改變，會方決定將這些延伸的學科列於會士晉鐸後才讓他們深造。因此，貝亞就中斷了在因斯貝魯克的學業，專心在修院接受神學訓練。他晉鐸後，他的上司認為他適合成為一位聖經學者多於一位古典文學家。於是他就進入柏林大學研究東亞語言以及歷史，不過這些學術研究因第一次世界大戰而被迫中斷。

### 調職羅馬
1914年，他被任命為耶穌會在亞琛的會院院長，並於1917年時在耶穌會德國省在荷蘭的神學院教授舊約聖經學。由於德國不久再度允許耶穌會的活動，因此耶穌會將原先的德國會省分出上德國省並於1921年任命貝亞神父為該會省第一任省會長。
1924年，他調任為耶穌會在羅馬的一所研究所的管理者，同時也在羅馬宗座額我略大學擔任聖經學講師。1931年，他被任命為宗座聖經協會委員，同時也在1930年至1949年擔任宗座聖經學院院長。他除了在聖經學的研究與教職外，他也擔任了聖座聖部的顧問，以及禮儀委員會的成員。在這段期間他在聖經研究上做出不少貢獻，包括說服教宗庇護十一世同意他帶領代表團參與一個跨宗派的舊約聖經研討會議。此外，他也推動了二戰後改善德國的天主教與新教徒間的關係的大公運動，以及參與了荷蘭神父若望·魏里布蘭德斯發起的天主教大公主義相關問題研討會。

### 獲拔擢樞機與梵二大公會議
教宗若望二十三世於1959年宣布要召開第二次梵蒂岡大公會議，他在籌備期間籌建了基督徒合一秘書處，作為大公會議籌備期及舉辦期間的主要起草單位。若望二十三世任命貝亞為此一單位的首位主席，且將他擢升為執事級樞機，領聖撒巴執事區執事銜，但並未同時升他為主教。
貝亞樞機在籌備期間提議邀請其他基督宗教團體代表擔任大會的觀察員。他在大會中也以基督徒合一秘書處主席的身分參與起草不少文案，其中包括以改善猶太人與天主教關係為目標的《教會對非基督宗教態度》宣言。

### 辭世
貝亞於1968年12月16日辭世。依照他的遺願，他死後並沒有跟其他在羅馬的樞機供職一樣在當地安葬，而是送回他的故鄉里德布林根安葬。